# В лодке (картина Мане)
«В лодке» (фр. En bateau, англ. Boating) — картина, написанная в 1874 году французским художником Эдуаром Мане (Édouard Manet, 1832—1883). Принадлежит музею Метрополитен в Нью-Йорке (инв. 29.100.115). Размер картины — 97,2 × 130,2 см.

## История
Картина «В лодке» была написана летом 1874 года, которое Мане проводил в северо-западном пригороде Парижа Женвилье, недалеко от Аржантёя, где жил Клод Моне со своей семьёй.
Картина выставлялась на Парижском салоне 1879 года, где она была приобретена за 1500 франков коллекционером Виктором Антуаном Дефоссе (Victor Antoine Desfossés). В мае 1895 года картина была куплена у Дефоссе известным маршаном Полем Дюран-Рюэлем (Paul Durand-Ruel) за 25 000 франков, а в сентябре того же года она была продана за 55 000 франков предпринимателю и коллекционеру из Нью-Йорка Генри Осборну Хэвемайеру (Henry Osborne Havemeyer) и его жене Луизине Хэвемайер (Louisine Havemeyer). После смерти Хэвемайера в 1907 году картина оставалась у его жены, а после её смерти в 1929 году согласно завещанию она была передана в коллекцию музея Метрополитен.

## Описание
На картине изображены мужчина и молодая женщина, сидящие в парусной лодке. Мужчина в модном тогда канотье находится на месте рулевого у кормы, управляя рулём левой рукой, а женщина полулежит, опершись о край лодки. Композиция картины построена таким образом, что их фигуры максимально приближены к зрителю за счёт того, что передняя часть лодки осталась за пределами картины, так что видна только задняя часть лодки и небольшая часть паруса. Таким образом, у зрителя создаётся впечатление того, что он сам находится в лодке.
Позади лодки видна изумрудно-синяя вода, которая составляет фон картины. Использование светлой цветовой гаммы помогает передать свежесть и прозрачность воздуха. Картина написана в импрессионистском стиле, передающем ощущение движения, и в то же время подчёркивающем единство изображённых людей и окружающей среды.
Исследователи творчества Мане полагают, что в качестве рулевого художнику позировал его шурин Родольф Леенхофф (Rodolphe Leenhoff). В то же время точно неизвестно, кто был моделью для изображённой женщины, хотя высказываются предположения, что это была Камилла Донсье (Camille Doncieux), первая жена Клода Моне.

## Отзывы и критика
Вскоре после появления картины «В лодке» на Салоне 1879 года французский писатель и критик Жорис Карл Гюисманс писал:
Некоторых всё ещё раздражает эта вода, такая синяя… Женщина в голубом, сидящая в лодке, передняя часть которой отсечена — как на японских гравюрах — краями картины, помещена очень выигрышно на солнце и написана весьма энергично, равно как и рулевой в белом, на фоне ещё более резкой голубизны воды.
Художница Мэри Кассат, рекомендовавшая купить эту картину для коллекции Хэвемайеров, называла её «последним словом в живописи» (англ. the last word in painting).
Искусствовед Юрий Колпинский так писал об этой картине Мане:
Прекрасным примером пленэрной групповой композиции является «В лодке» (1874, Салон 1879 г.; Нью-Йорк, Метрополитен-музей). Резкая кривая абриса кормы парусной лодки, сдержанная энергия движения рулевого, мечтательная грация сидящей в профиль дамы, прозрачность воздуха, ощущение свежего ветра и скользящего движения лодки образуют полную лёгкой радостности и свежести картину. Динамичный характер композиций 70-х гг. особенно наглядно выступает при сопоставлении этой работы с лучшими произведениями (в том числе пейзажами — такими, например, как «Выход из Булонского порта», 1864; Чикаго, Институт искусств), исполненными в 60-х гг.